# 対外経済貿易大学
対外経済貿易大学（たいがいけいざいぼうえきだいがく、英語: University of International Business and Economics）は、北京市朝陽区恵新東街10号に本部を置く中国の国立大学。1951年創立、1951年大学設置。大学の略称は貿大（ぼうだい）。
対外経済貿易大学は、中華人民共和国教育部と商務部の共同管理の国家重点大学。中国で国際化の商業経営人材を育成する最高学府である。大学の略称は経貿大学（けいぼうだいがく）、または貿大（ぼうだい）。

## 沿革
- 1951年 中央高等商業学校として創設され、教育部と中央貿易部の共同管轄下に置かれた。
- 1953年 「北京対外貿易学院」と改称。
- 1984年 「対外経済貿易大学」に再度改称。
- 2000年 中国金融学院と合併して対外経済貿易大学となり教育部の直属となった。

## 海外協定校
- 日本
  - 国際大学
  - 一橋大学
  - 横浜国立大学
  - 立命館大学
  - 東京経済大学
  - 日本大学
  - 阪南大学
  - 福山大学
  - 松山大学
- アメリカ合衆国
  - メリーランド大学
  - テキサス大学
  - ウィスコンシン大学
  - コーネル大学
  - ミシガン州立大学
  - ラトガース大学
  - エモリー大学
  - ジョージ・ワシントン大学
- カナダ
  - ビクトリア大学
- イギリス
  - ノーザンブリア大学
  - レスター大学
- ドイツ連邦共和国
  - コンスタンツ大学
- オーストラリア連邦 
  - モナシュ大学
  - ニューサウスウェールズ大学
  - キャンベラ大学
- 大韓民国
  - 仁川大学校
- エジプト
  - カイロ大学